# VB Addu Football Club
O VB Addu Football Club antigo VB Sports Club é um time de futebol das ilhas Maldivas que tem sede na cidade de Malé.

## Estádio
VB Sports Clube manda os seus jogos no Galolhu, estádio que sua lotação máxima de 12.000 espectadores.
É um dos melhores estádios de futebol do pais.

## História
Foi fundado em 1987 por um grupo de empresários.

## Notáveis jogadores
- Ali Umar
- Ilyas Ibrahim

### Títulos
- Campeonato Maldivo: 1 (2010)
- Copa das Maldivas: 2 (2008 e 2011 )
- Supercopa das Maldivas: 3 (2009-10, 2010-11 e 2011-12 )
- Copa dos Presidentes: 1 (2009-10 )